# Dan Klein
Dan Klein (født 8. oktober 1950 i Klaksvík, bosat i Hoyvík) er journalist og redaktør for den færøske avis Oyggjatíðindi (Øtidende). Han blev redaktør for Oyggjatíðindi i 1982.
I september 2011 besluttede Dan Klein, at Oyggjatíðindi ikke skulle udgives på tryk længere, men derimod kun i en digital udgave. Den digitale udgivelse begyndte i 2003. Denne beslutning blev taget for at gøre det muligt for folk over hele verden at læse nyheder på Oyggjatíðindis hjemmeside, samt at købe bladet som PDF-udgave på hjemmesiden.
Redaktøren sad fængslet i 1996, som resultat af at han havde gengivet Bergur Wardums korrespondance med Færøernes Ret.